# Velasco (Soria)
Velasco es una localidad  deshabitada española de la provincia de Soria, en la comunidad autónoma de Castilla y León. Pertenece al municipio de El Burgo de Osma-Ciudad de Osma.

## Geografía
Se trata de un despoblado, muy cerca de la carretera N-122, y del que solo se mantiene la iglesia en ruinas, ya que el pueblo fue abandonado en los años 60. Se encuentra en el partido judicial de El Burgo de Osma.

## Historia
A mediados del siglo XIX, el lugar, por entonces con ayuntamiento propio, contaba con una población censada de 82 habitantes. La localidad aparece descrita en el decimoquinto volumen del Diccionario geográfico-estadístico-histórico de España y sus posesiones de Ultramar de Pascual Madoz de la siguiente manera:

VELASCO: l. con ayunt. en la prov. de Soria (8 leg.), part. jud. del Burgo (1), aud. terr. y c. g. de Burgos (21), dióc. de Osma (1): sit. en alto, con buena ventilacion y clima sano. Tiene 18 casas; la consistorial; escuela de instruccion primaria frecuentada por 12 alumnos de ambos sexos, á cargo de un maestro dotado con 12 fan. de trigo; una fuente de buenas aguas; una igl. parr. (Sta. Maria Magdalena) aneja de la de Santiuste. Confina el térm. con los de Val de Narros, Barcebal y Santiuste; dentro de él se encuentran varias fuentes de buenas aguas. El terreno, fertilizado por el Avion, es de mediana calidad; comprende una deh. de secano y un monte poblado de encina y roble. caminos: los locales, en mediano estado. correo: se recibe y despacha en el Burgo. prod.: cereales, legumbres, leñas de combustible y buenos pastos, con los que se mantiene ganado lanar, cabrio, vacuno y asnal; hay caza de perdices, conejos y liebres; pesca de barbos y truchas. pobl.: 21 vec., 82 alm. cap. imp.: 15,458 rs.
(Madoz, 1849, p. 639)